# Dosed
«Dosed» —en español, «Dosificado»— es una canción de la banda estadounidense de rock Red Hot Chili Peppers, perteneciente a su octavo álbum de estudio, By the Way. Se lanzó como el cuarto sencillo del álbum, aunque solo en los Estados Unidos y en Canadá. Alcanzó el puesto número 13 en la lista estadounidense Modern Rock Tracks de Billboard en el 2003.
Es una balada que está influenciada por los trabajos de John Frusciante en solitario. En la canción se escuchan cuatro guitarras con riffs totalmente diferentes. En los coros, John Frusciante y Anthony Kiedis se alternan en ellos, cantando Frusciante el primer y tercer verso y Kiedis, el segundo y el cuarto.
Nunca se realizó un videoclip para la canción. Además, "Dosed" fue interpretada en vivo recién por primera vez el 29 de mayo de 2017, debido a que era el máximo deseo de una fan de la banda llamada Maggie Schmidt, que falleció tras padecer una grave enfermedad y el grupo decidió dedicársela. Fue tocada acompañados por Zach Irons, hijo del baterista original de la banda Jack Irons, en la segunda guitarra. Anteriormente, solo fragmentos de la canción fueron tocados en Copenhague, Dinamarca, 2006 con John Frusciante en la guitarra y también en Atenas, Grecia y Estambul, Turquía, por el exguitarrista de los Red Hot Chili Peppers, Josh Klinghoffer.

## Lista de canciones
| CD Promocional |         |          |  |
| N.º            | Título  | Duración |  |
| 1.             | «Dosed» | 5:11     |  |

## Posiciones en las listas
| Listas                       | Posición |
| ---------------------------- | -------- |
| Billboard Modern Rock Tracks | N.º 13   |